# Bondarivșciîna (Iastrubîne), Sumî
Bondarivșciîna (în ucraineană Бондарівщина) este un sat în comuna Iastrubîne din raionul Sumî, regiunea Sumî, Ucraina.

## Demografie
Componența lingvistică a localității Bondarivșciîna
     Ucraineană (98,41%)
     Rusă (1,59%)
Conform recensământului din 2001, majoritatea populației localității Bondarivșciîna era vorbitoare de ucraineană (98,41%), existând în minoritate și vorbitori de rusă (1,59%).